# Zdzisław Kapka
Zdzisław Kapka, né le 7 décembre 1954 à Cracovie, est un footballeur international polonais. 

## Carrière

### En club
Commençant sa carrière en 1968 au Wisła Cracovie, Kapka devient vite le leader offensif de l'équipe, et le plus réaliste du Wisła devant les buts en championnat de saison en saison. En 1974, il est même sacré meilleur buteur de I Liga. En quinze ans, il enchaîne les matches, et se classe sur la plus haute marche du podium des joueurs les plus capés du Wisła, avec trois cent-quatre-vingt-trois rencontres jouées toutes compétitions confondues. Lors de ses trois dernières années au club, il prend le brassard de capitaine. En 1983, il rejoint les États-Unis et Pittsburgh. En salle avec les Spirit, il fait admirer ses talents de buteur, et revient au pays trois ans plus tard.

### Palmarès
- Meilleur buteur du Championnat de Pologne : 1974
- Champion de Pologne : 1978
- Finaliste de la Coupe de Pologne : 1979
- Vice-Champion de Pologne : 1981

- Troisième de la Coupe du monde : 1974